# 五號鎮區 (北卡羅萊納州帕姆利科縣)
五號鎮區（英語：Township 5）是位於美國北卡羅萊納州帕姆利科縣的一個鎮區。

## 地方資料
五號鎮區的面積為125.10平方千米，皆為陸地。根據2020年美國人口普查的數據，當地共有人口2356人，而人口密度為每平方千米18.83人。